# マンテリサウルス
マンテリサウルス（学名 Mantellisaurus）はかつてイグアノドン・アテルフィエルデンシス（Iguanodon atherfieldensis）の名で知られた鳥脚類恐竜の属である。この属名は2007年にグレゴリー・ポールにより新たに設けられた。ポールによればイグアノドンより軽量な体型で、オウラノサウルスにより近縁であり、このことから伝統的な意味でのイグアノドン属は多系統ということになる。現在までに完全もしくはほぼ完全な骨格が多数知られている。属名はイグアノドンの発見者であるギデオン・マンテルに献名されたものである。白亜紀前期に現在のイングランドに生息していた。

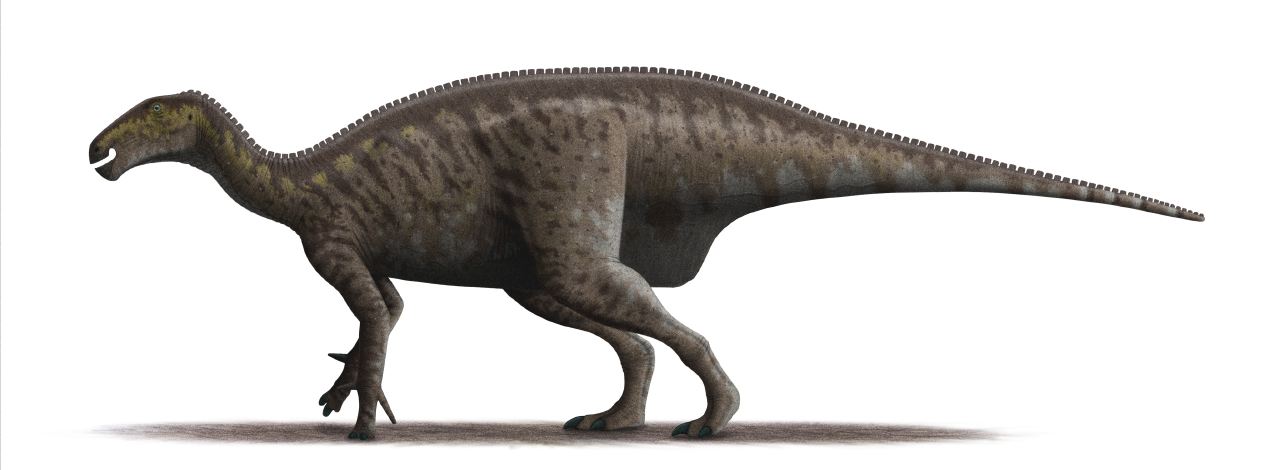
復元図

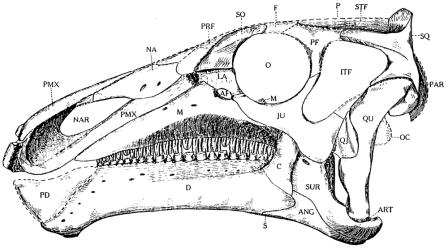
Hooleyによる原記載の際のホロタイプのスケッチ

マンテリサウルスはイグアノドンのタイプ種であるIguanodon bernissartensisと比較して小型で、体重0.75 tと推定されている。前肢はI. bernissartensisより比例して短い。I. bernissartensisでは前肢が後肢の70%ほどの長さであるのに対して、マンテリサウルスでは後肢の半分ほどである。前肢の長さが体に対して短いことから、ポールはマンテリサウルスが基本的には二足歩行であり、じっとしている時やゆっくり動く時のみ四足歩行になったのではないかとしている。
タイプ標本は初め、1914年にReginald Walter Hooleyによりイングランド南部ヴェクティス累層上部で発見され、1917年に報告された。1925年、Hooleyは遺稿の中でIguanodon atherfieldensisと命名した。種小名の由来であるアザーフィールド（Atherfield）とは化石の発見地であるワイト島南部の海岸にある村の名前である。ヘテロサウルス（Heterosaurus）、スフェノスポンディルス（Sphenospondylus）、ヴェクティサウルス（Vectisaurus）がマンテリサウルスのシノニムである可能性があるがPaul (2007)ではこれらの名称それぞれについての現在の（有効性についての）状況は確認されていない。2004年に発表されたThe Dinosauria (2nd edition)のでのイグアノドンの総説によればこれらの分類群はいずれもI. atherfieldensisのシノニム（あるいはかつてそうだとされたもの）を含んでいる。他にシノニムの可能性がある属としてドルロドン （Dollodon）とプロプラニコクサ（Proplanicoxa）がある。

## シノニム
- Iguanodon atherfieldensis Hooley, 1925
- ?Cetiosaurus brachyurus Owen, 1842
- ?Heterosaurus neocombiensis Cornuel, 1850
- ?Sphenospondylus gracilis Lydekker, 1888
- ?Vectisaurus valdensis Hulke, 1879

## 参照
1. ↑  Paul, Gregory S. (2008). “A revised taxonomy of the iguanodont dinosaur genera and species”. Cretaceous Research 29 (2):  192–216. doi:10.1016/j.cretres.2007.04.009.
2. ↑  Norman, David B. (2004). “Basal Iguanodontia”. In Weishampel, D.B., Dodson, P., and Osmólska, H. (eds.). The Dinosauria (2nd ed.). Berkeley: University of California Press. pp. 413–437. ISBN 0-520-24209-2
3. ↑  McDonald, Andrew T. (2011). “The status of Dollodon and other basal iguanodonts (Dinosauria: Ornithischia) from the upper Wealden beds (Lower Cretaceous) of Europe”. Cretaceous Research advance online publication. doi:10.1016/j.cretres.2011.03.002.

- Cornuel, M., 1850, Note sur des ossements fossiles decouvertes dans le calcaire neocomien de Wassy (Haute-Marne): Bulletin de la societie geologiques de France, 2nd series, v. 7, p. 702-704.
- Hooley, W., 1925, On the skeleton of Iguanodon atherfieldensis sp. nov., from the Wealden Shales of Atherfield (Isle of Wight): Quarterly Journal of the Geological Society of London, v. 81, p. 1-61.
- Hulke, J. W., 1879, Vectisaurus valdensis, a new Wealden Dinosaur: Quarterly Journal of the Geological Society of London, v. 35, p. 421-424.
- Owen, R., 1842, Report on British Fossil Reptiles. Part II: Report of the British Association for the Advancement of Science, v. 11, p. 60-204.
- Lydekker, R., 1888, Catalogue of the Fossil Reptilia and Amphibia in the British Museum (Natural History), Cromwell Road, S.W., Part 1. Containing the Orders Ornithosauria, Crocodilia, Dinosauria, Squamta, Rhynchocephalia, and Proterosauria: British Museum of Natural History, London, 309pp.
- Norman, D.B., 2012. "Iguanodontian Taxa (Dinosauria: Ornithischia) from the Lower Cretaceous of England and Belgium". In: Pascal Godefroit (ed.), Bernissart Dinosaurs and Early Cretaceous Terrestrial Ecosystems. Indiana University Press. 464 pp. http://www.iupress.indiana.edu/product_info.php?products_id=800408
- Paul, G.S. 2007. Turning the old into the new: a separate genus for the gracile iguanodont from the Wealden of England; pp. 69–77 in K. Carpenter (ed.), Horns and Beaks: Ceratopsian and Ornithopod Dinosaurs. Indiana University Press, Bloomington.